# Super-saiyajin
Super-saiyajin är en slags utveckling i mangaserien Dragon Ball. Son-Goku, Son-Gohan, Son-Goten, Vegeta, Trunks och Cell kan bli super-saiyajiner.
Enbart de som kommer från planeten Vegeta eller har saiyajinblod i ådrorna kan bli en super-saiyajin. När man blir en super-saiyajin blir man 50 gånger starkare än normalt, med hjälp av denna kraft besegrade Son-Goku Freezer.